# Tabous (film)
Pour les articles homonymes, voir Tabou (homonymie).
Tabous (Zohre & Manouchehr), ou simplement Tabous, est un film franco-iranien réalisé par Mitra Farahani, sorti en 2004.
Ce documentaire, évoquant le tabou de la sexualité en Iran, contient des interviews et des parties mises en scène avec deux comédiens.

## Synopsis
Téhéran est l’endroit où l’on imagine la parole amoureuse indicibile, retenue avant même d’être censurée. Dans ce documentaire cru et poétique bousculant les clichés, hommes et femmes de milieux différents livrent des confessions sensuelles, déprimées, heureuses ou pétries d’hypocrisie. Ils lèvent ainsi le voile sur une société tiraillée entre édits religieux, poids de la tradition et désirs d’émancipation. Sous un angle intime, un témoignage inédit de la profonde fracture divisant l’Iran.

## Fiche technique
- Titre : Tabous (Zohre & Manouchehr)
- Réalisation : Mitra Farahani
- Scénario : Mitra Farahani, d'après un poème érotique persan du XIXe siècle d'Iraj Mirza
- Musique : Armand Amar
- Photographie : Jérôme Krumenacker
- Montage : Sou Abadi
- Production : Cyriac Auriol
- Société de production : Small Camera-Jérónimo
- Sociétés de distribution : Les Films Sauvages (France) ; K-Films Amérique (Québec)
- Pays d'origine :  France et  Iran
- Langue originale : persan
- Format : couleur
- Genre : documentaire
- Durée : 70 minutes
- Dates de sortie :
  - France : 8 décembre 2004
  - Canada : 18 mars 2005

## Distribution
- Coralie Revel : Zohre
- Sophian Benrezzak : Manouchehr